# Wasungen
Wasungen település Németországban, azon belül Türingiában. Lakosainak száma 5413 fő (2023. december 31.). Wasungen Schwallungen és Wahns községekkel határos.

## Fekvése
Meiningentől északra fekvő település.

## Története
Nevét 874-ben említette először oklevél. 1308-ban kapott városjogot Albrecht királytól, majd a 14. században a várost fallal vették körül. 1660-tól Gotha, 1680-tól Meiningen hercegséghez tartozott. Már a 17. századtól a lakosság körében igen elterjedt volt a dohánytermesztés, mely ipar a 19. században előtérbe került.
A város idegenforgalmának nagy vonzereje az évenként megrendezésre kerülő híres farsangi karnevál, mely a középkori húshagyó keddi ünnepségek hagyományainak őrzője.

## Nevezetességek
- Burg Maienluft várrom - A szépnevű vár (májusi levegő) elnevezését a 17. században kapta. Melléképületeit a 19. században emelték. Fennmaradt öregtornya és néhány farészlete is.
- Városháza - szép favázas épület.
- Favázas lakóházak - közülük a legrégebbi 1596-ból való.
- Városi templom - építéséhez régebbi épületrészeket is felhasználtak, melyek közül való késő gótikus tornya is.
- Pfaffenburg torony - a város erődítményének 1387-ből fennmaradt része.

## Galéria

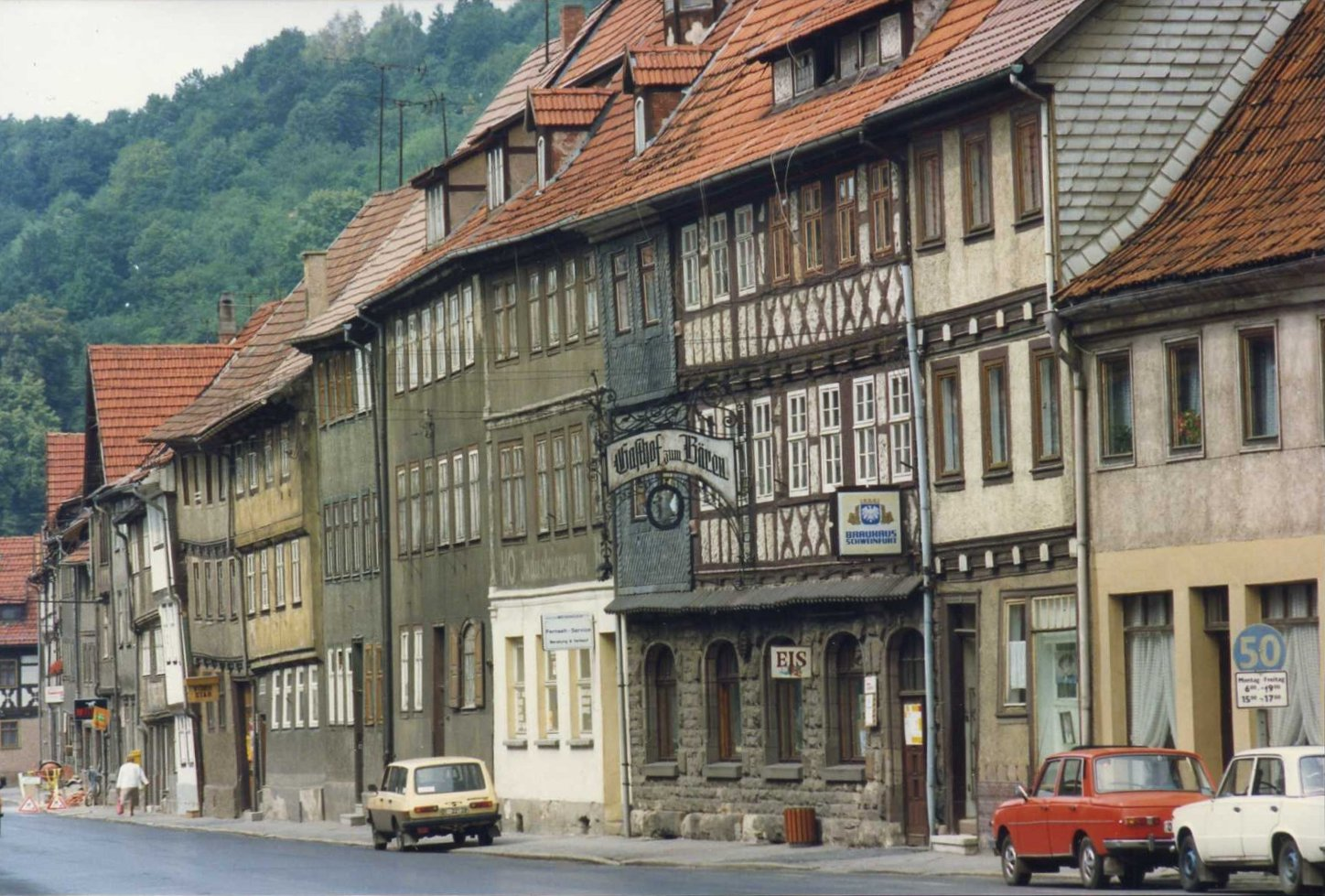
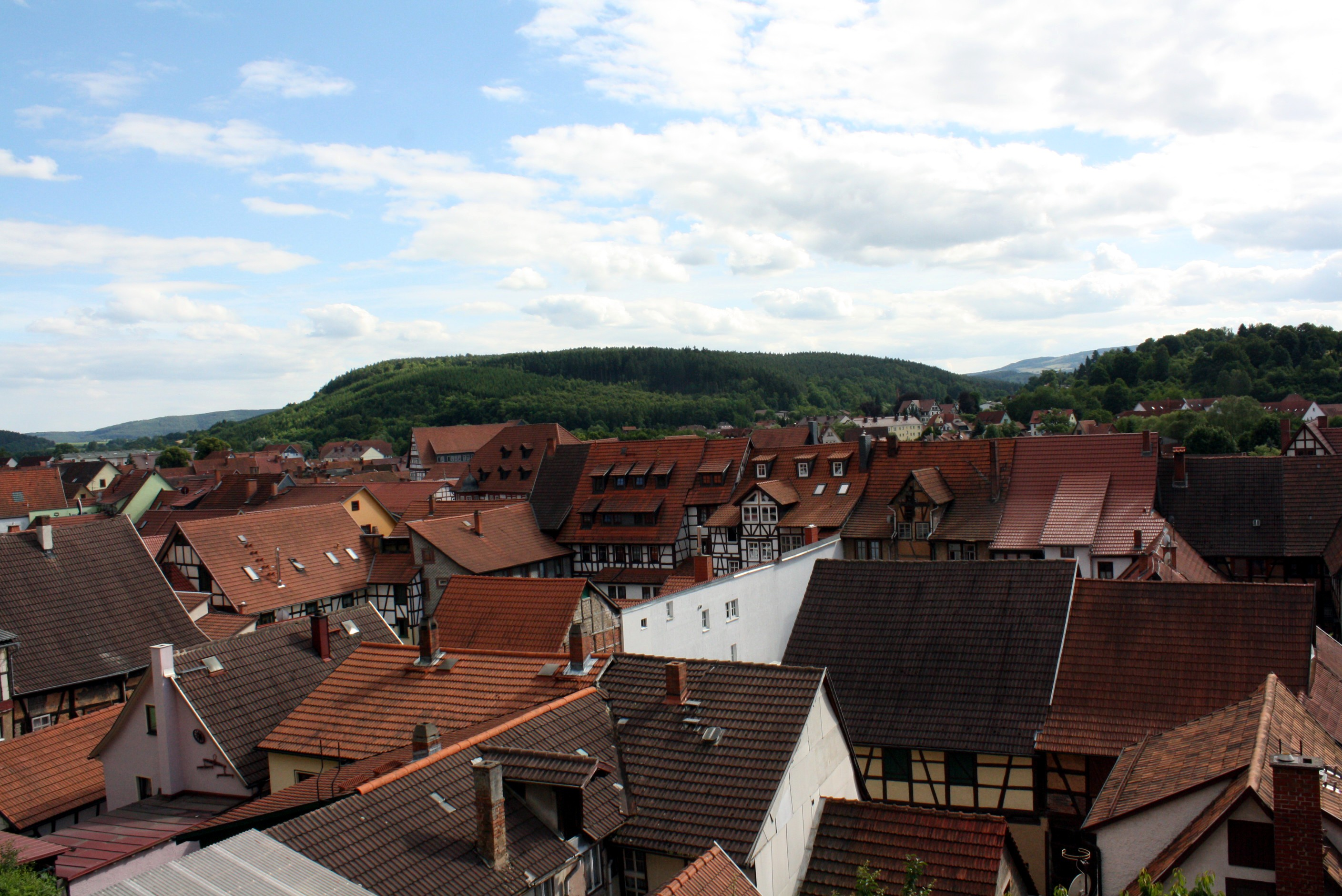
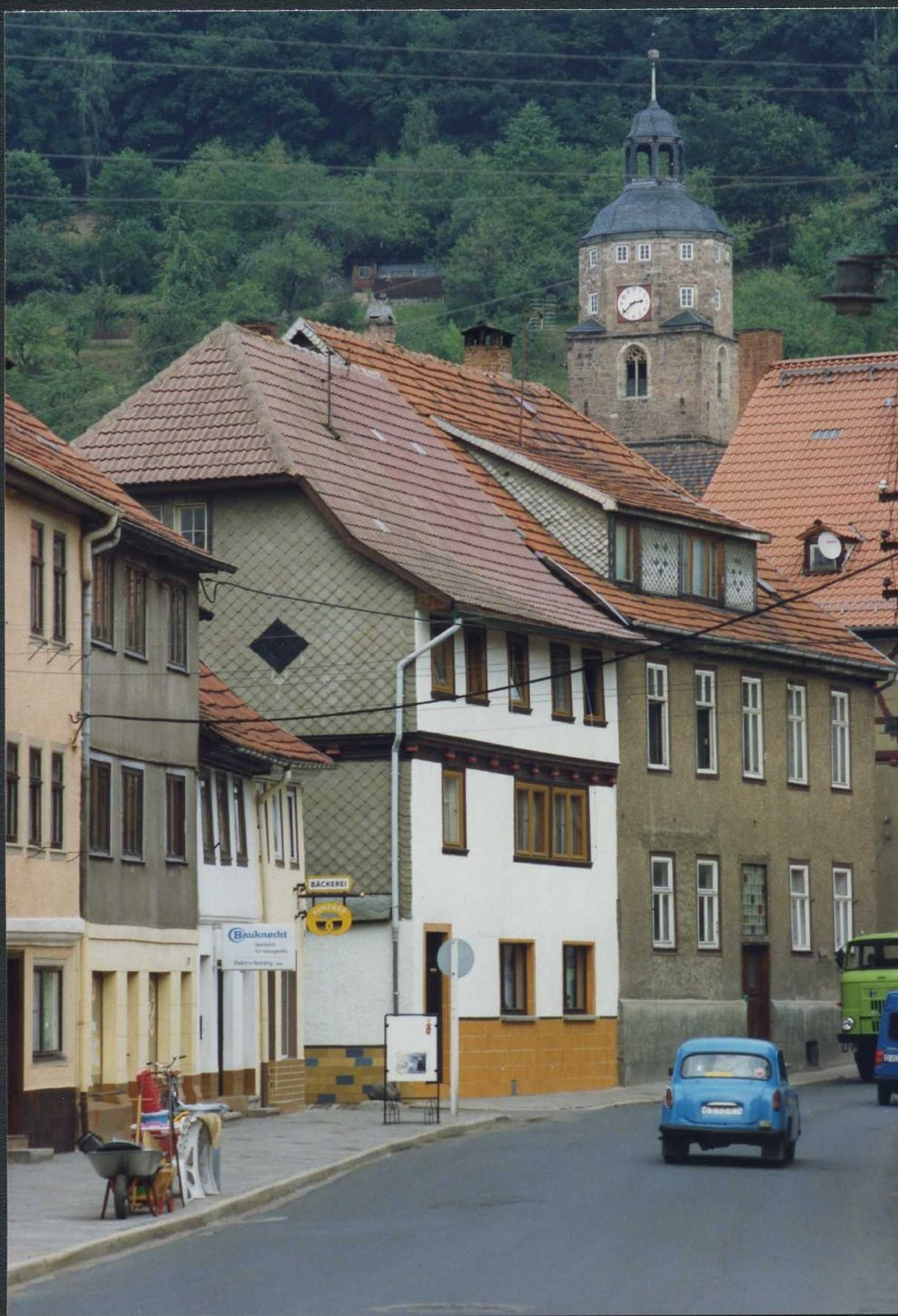
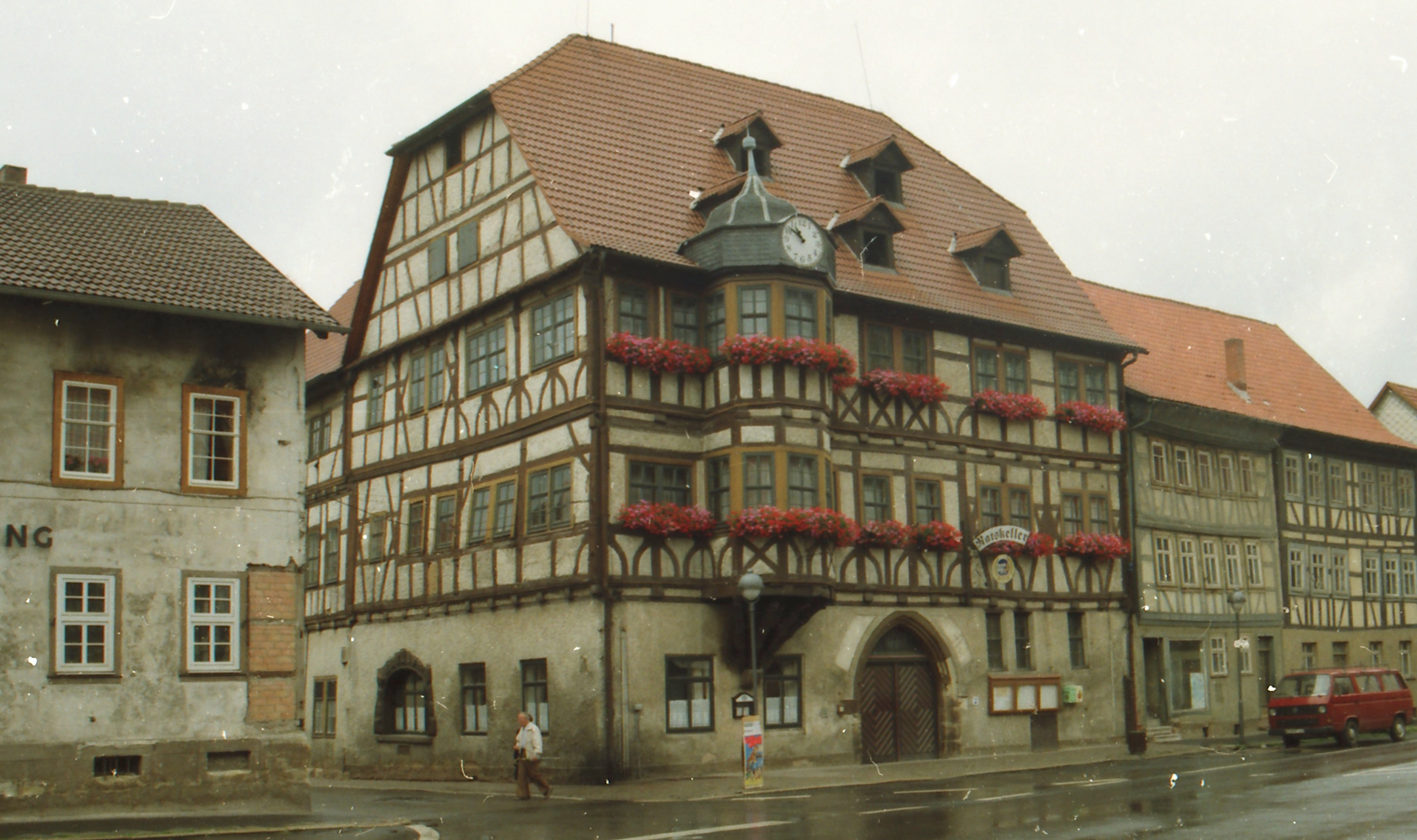
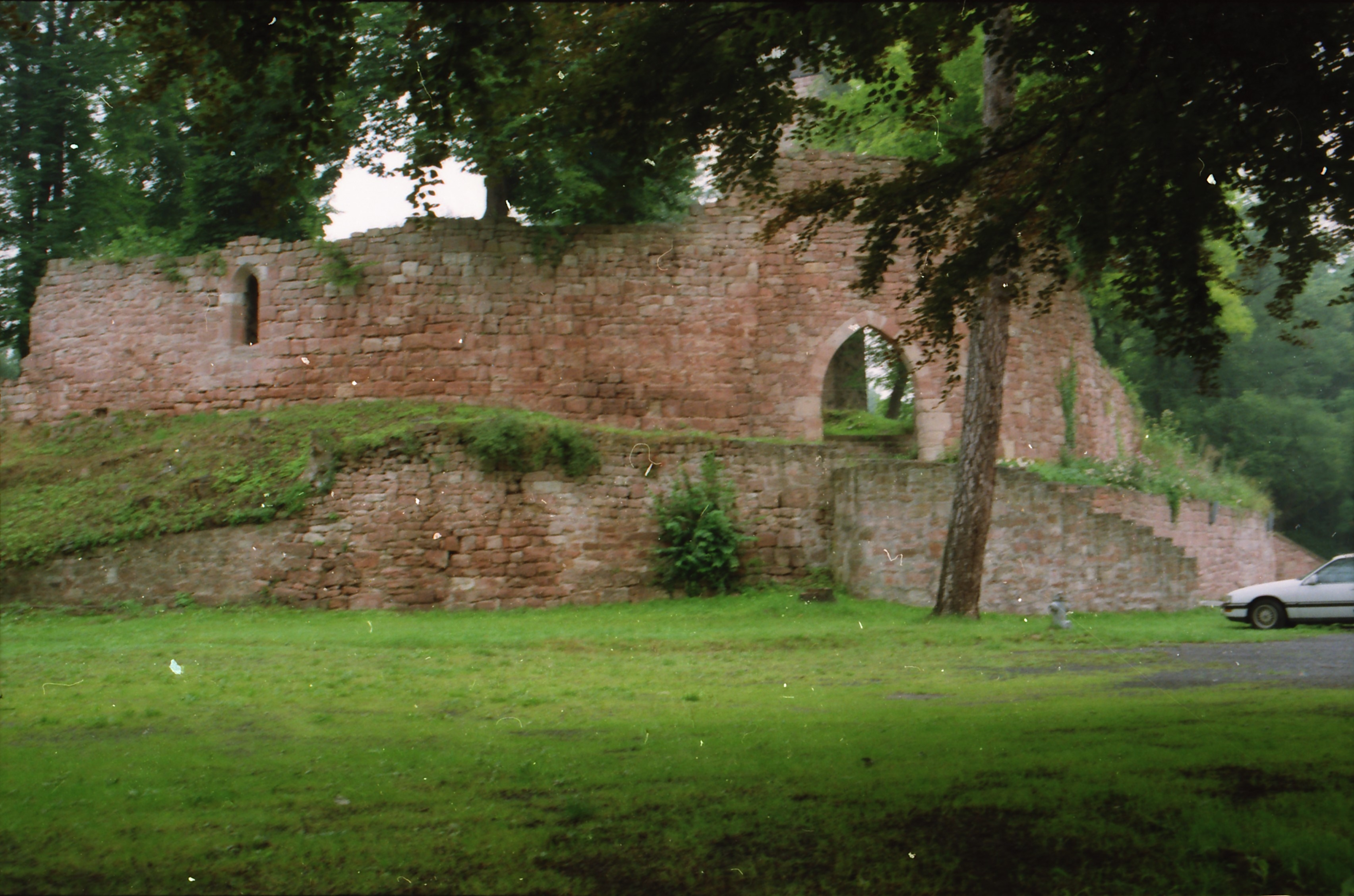
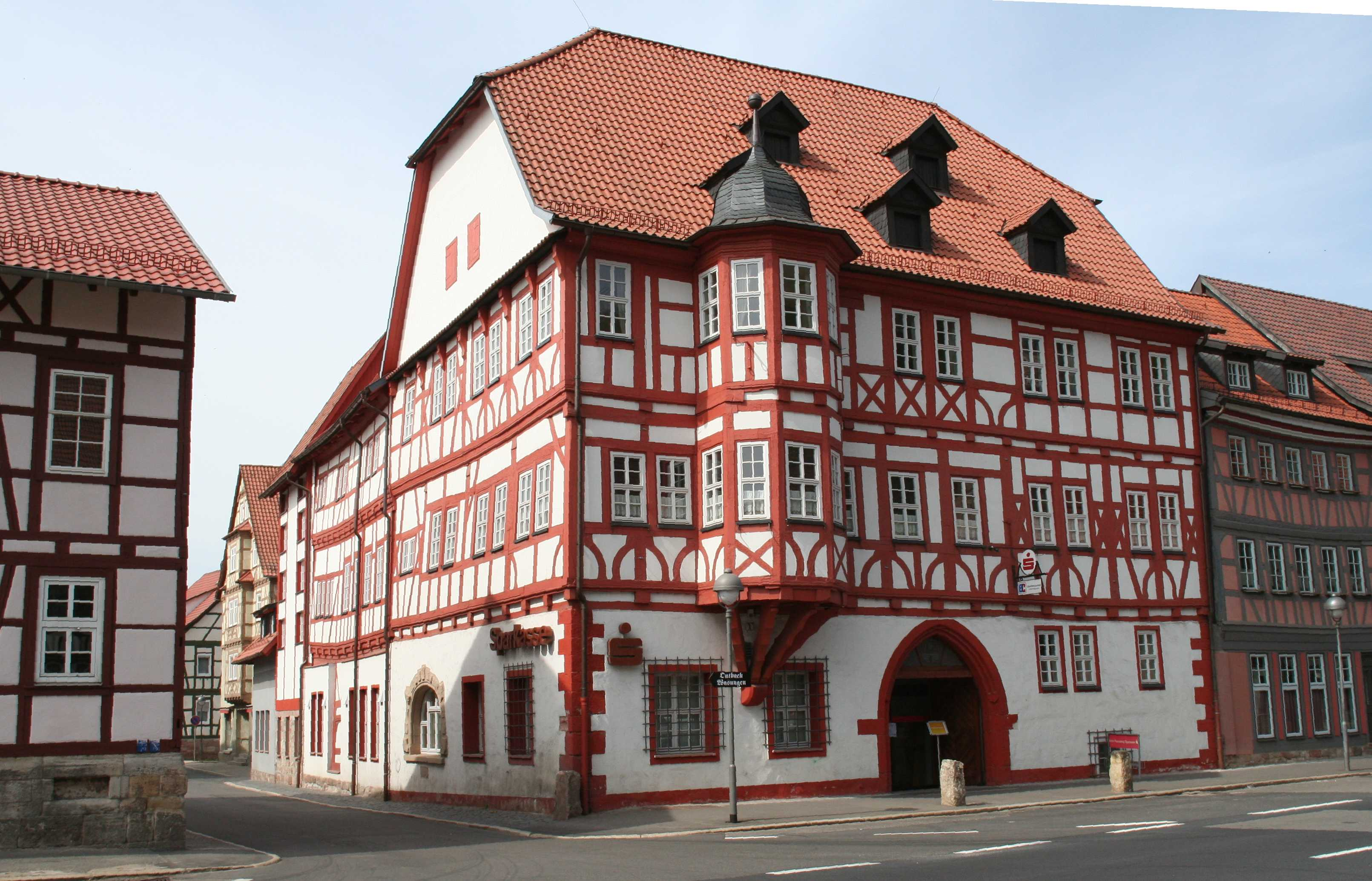
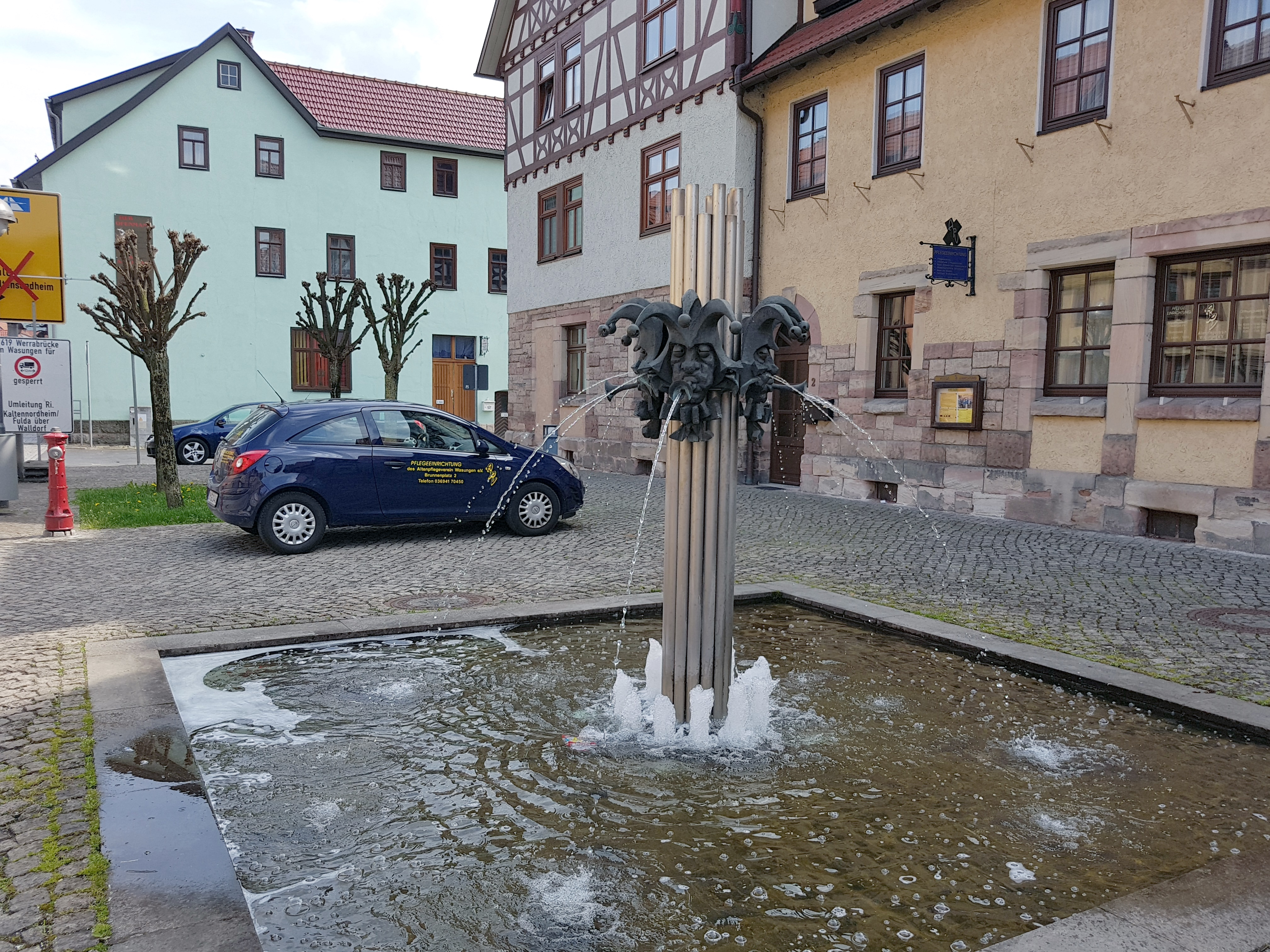
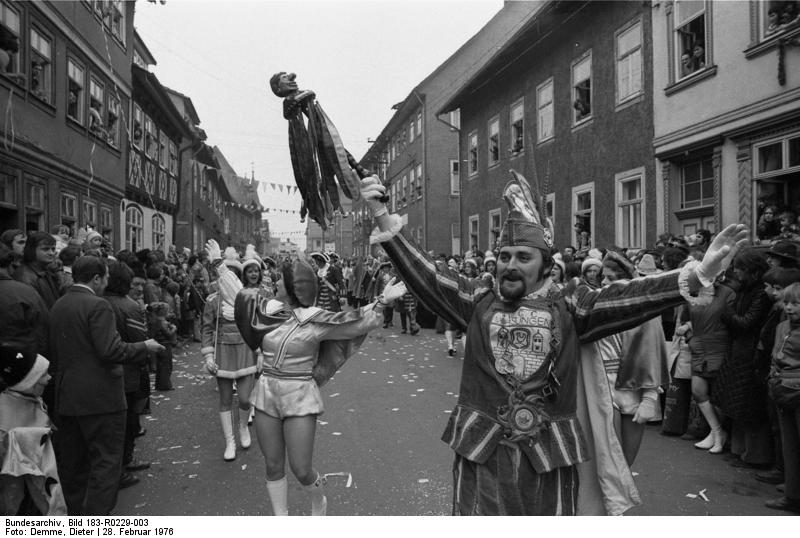
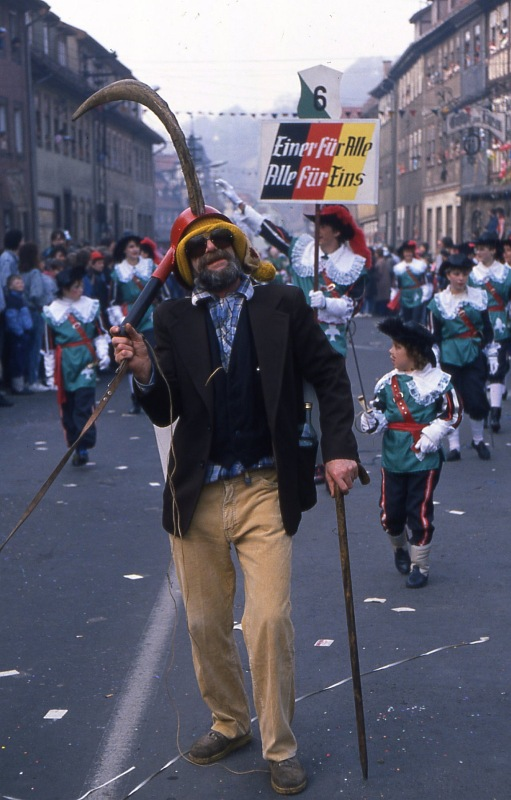

## Népesség
A település népességének változása:
| Lakosok száma | 3306 | 5541 | 5437 | 5437 | 5413 |
|               | 2017 | 2019 | 2021 | 2022 | 2023 |